# Ceraeochrysa dolichosvela
Ceraeochrysa dolichosvela är en insektsart som beskrevs av De Freitas och Penny 2001. Ceraeochrysa dolichosvela ingår i släktet Ceraeochrysa och familjen guldögonsländor. Inga underarter finns listade i Catalogue of Life.